# Jan Kłaczek
Jan Mikołaj Kłaczek (ur. 25 grudnia 1928 w Hajdukach, zm. 28 stycznia 2005 w Rybniku) – polski piłkarz, bramkarz.
Był zawodnikiem szeregu klubów, w pierwszej lidze grał w barwach warszawskiej Legii, ŁKS i Górnika Radlin. W reprezentacji Polski wystąpił tylko raz, w rozegranym 10 maja 1953 spotkaniu z Czechosłowacją, które Polska zremisowała 1:1.